# Heinz Pannwitz
Heinz Pannwitz, född 28 juli 1911 i Berlin, död 1975, var en tysk SS-Hauptsturmführer och tjänsteman inom Gestapo, Tredje rikets hemliga polis. Han är känd för att ha lett utredningen av attentatet mot Reinhard Heydrich, ställföreträdande riksprotektor i Böhmen-Mähren.

## Biografi
Den 30 januari 1933 utnämndes Adolf Hitler till Tysklands rikskansler. I augusti samma år inträdde Pannwitz i SA. År 1937 blev han medlem av Nationalsocialistiska tyska arbetarepartiet (NSDAP) och året därpå överflyttades han från SA till SS. I september 1938 inledde Pannwitz sin tjänstgöring vid Berlins kriminalpolis. I enlighet med Münchenöverenskommelsen den 30 september 1938 annekterade Tyskland det tyskspråkiga Sudetlandet och i mars 1939 det så kallade Rest-Tjeckien. Den 15 mars inrättades Riksprotektoratet Böhmen-Mähren och i juli kommenderades Pannwitz till Gestapo i Prag. Vid Gestapo i Prag ledde Pannwitz avdelningen som utredde attentat, olagliga vapeninnehav och sabotage. 
Den 27 maj 1942 utsattes den ställföreträdande riksprotektorn för Böhmen-Mähren, Reinhard Heydrich, för ett attentat och avled åtta dagar senare. Pannwitz kom då att leda den särskilda kommission som skulle utreda attentatet och författade kommissionens slutrapport. Hösten 1942 inkallades Pannwitz som underofficer i Wehrmacht och tjänstgjorde vid östfronten. I maj 1943 kallades Pannwitz till Reichssicherheitshauptamt (RSHA), Nazitysklands säkerhetsministerium, i Berlin för att där undersöka och kartlägga medlemmar inom Röda kapellet (Rote Kapelle), som var en samlingsbenämning på grupper som arbetade för den sovjetiska underrättelsetjänsten GRU. Verksamheten, som gick under benämningen Sonderkommando "Rote Kapelle", leddes först av Hauptsturmführer Karl Giering, men när denne insjuknade övertogs ledarskapet av Pannwitz.

## Befordringshistorik
- SS-Untersturmführer: 1 juli 1939
- SS-Obersturmführer: 1 september 1940
- Kriminalrat: september 1942
- SS-Hauptsturmführer: 9 november 1942